# Théâtre des Jeunes-Artistes
Le théâtre des Jeunes-Artistes est une salle de spectacles parisienne aujourd'hui disparue, inaugurée en 1790 au 52 rue de Bondy (actuelle rue René-Boulanger) dans le Xe arrondissement.

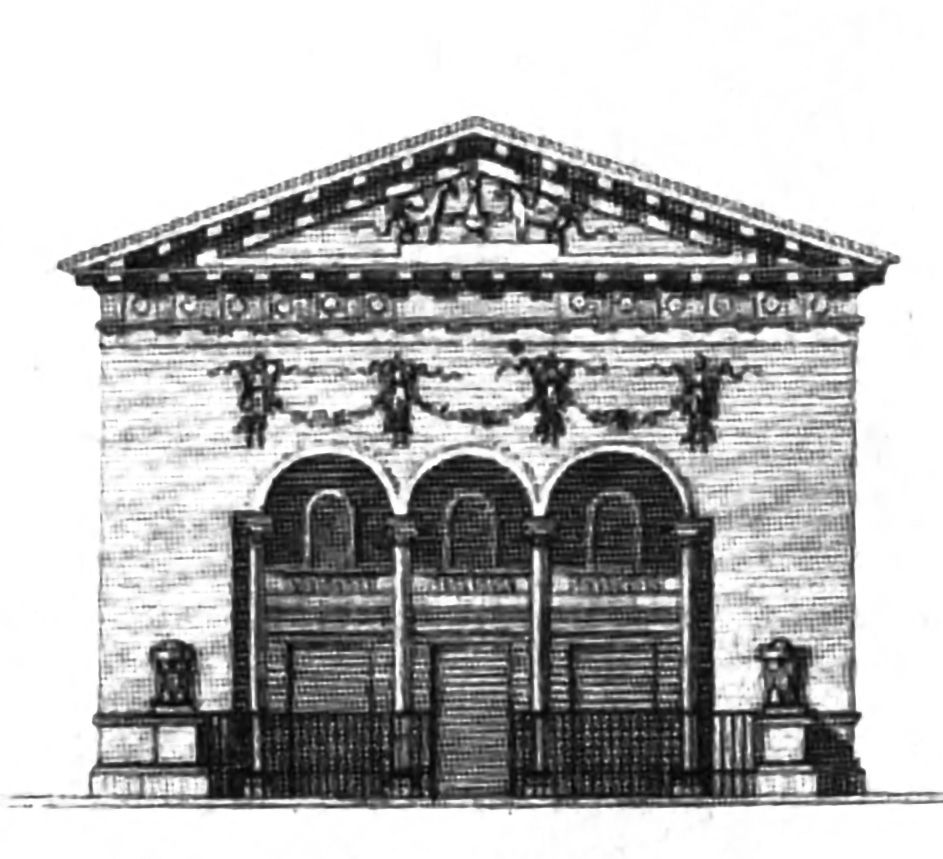
Façade du Théâtre des Jeunes-Artistes (en 1821).

## Histoire
Édifiée sur l'emplacement des premières Variétés-Amusantes, la salle est inaugurée le 26 juin 1790 sous le nom de Français comique et lyrique. Elle prend le nom de Jeunes-Artistes en 1794 sous la direction de Jacques Robillon qui monte une troupe d'enfants-acteurs sur le modèle de celle de l'Ambigu, qui lui fait face (l'idée sera à nouveau reprise par  Louis Comte et son théâtre des Jeunes-Élèves en 1820).
Malgré un grand succès, la salle est fermée à la suite du décret impérial du 8 août 1807 sur la limitation des théâtres parisiens.